# Орнітофауна України
Орнітофауна України нараховує за різними даними 425-432 види птахів. Серед них 267—270 гніздові, з яких 132—138 зимуючі; 17 з'являються лише на зимівлі, 129 спостерігаються лише у період сезонних міграцій або мають статус залітних. Наприклад, заліт дрозда Свенсона був зареєстрований лише один раз 10 листопада 1893 року під Харковом, і він теж занесений до фауни України, але гніздиться тільки у Північній Америці. Птахи, що зустрічаються в Україні, належать до 21 систематичного ряду. Найбільшим різноманіттям відрізняється ряд горобцеподібних, їх нараховують 172 види. Також численними є ряди сивкоподібних — 79 видів, гусеподібних — 38 видів, соколоподібних — 35 видів. Ряди фламінгоподібних, папугоподібних, дрімлюгоподібних та одудоподібних на території України представлені лише по 1 виду.

## Гніздові та зимуючі птахи України

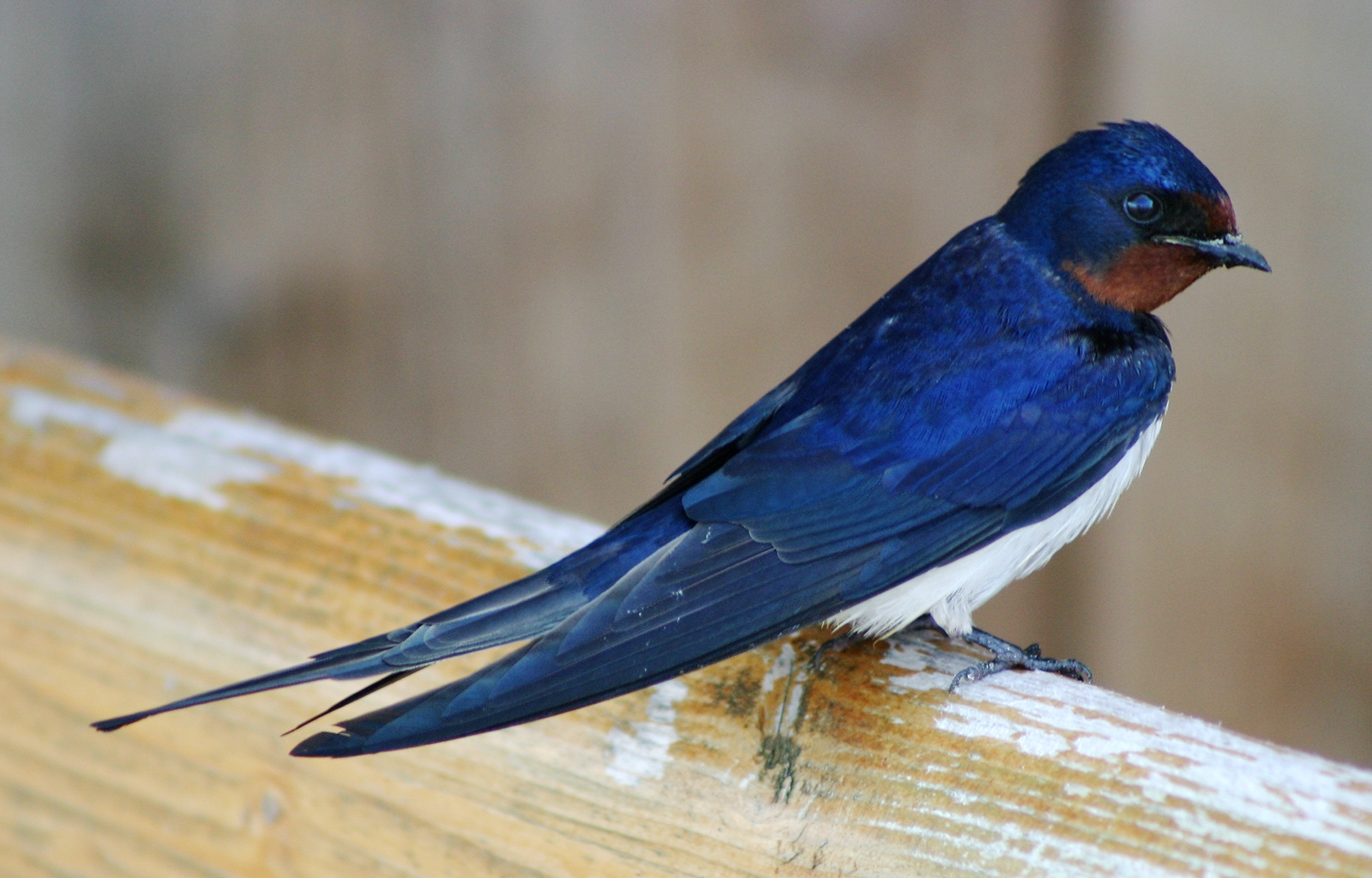
Ластівка сільська — типовий гніздовий птах України

Птахи, які гніздяться на території України налічують близько 270 видів з регулярним гніздуванням у весняно-літній період, до 140 видів трапляються взимку, з яких близько 20 з'являються регулярно в усій країні лише в осінньо-зимовий період, причому у значних кількостях. На півдні країни інколи зимує понад 100 тис. гусей білолобих, що прилітають з півночі Західного та Середнього Сибіру. З гніздових близько 70 видів є осілими, зокрема пугач звичайний, тетерук, орябок, глушець, дятел трипалий, жовна чорна, посмітюха, підкоришники та інші. Решта є перелітними — у післягніздовий період залишають територію країни повністю або частково.
Пухівка, сич волохатий, сова бородата і вівчарик зелений належали до залітних видів, а зараз вони вже є гніздовими. Пухівка, яка раніше гніздилася лише на узбережжі північних морів та на Балтиці, в останні десятиріччя утворила своєрідний гніздовий анклав в районі Чорноморського біосферного заповідника, причому у неї відмічена тенденція до зростання чисельності. Інші зазначені види розширили межі свого гніздового поширення і захопили окремі прикордонні місцевості.
Два види стали гніздовими в Україні недавно і стрімко, протягом 20-30 років їх ареал охопив цілком або більшу частину території. З'явившись в середині XX ст. на західних кордонах країни садова горлиця дуже швидко стала поширюватися на гніздуванні в усіх напрямках, оселяючись в населених пунктах. Інший вид, жовтоголова плиска, почав своє розповсюдження в 1970-х роках з північного сходу і вже захопив більшу частину країни. Дещо повільнішими темпами у південно-східному і південному напрямках відбувається поширення чорноголової трав'янки та чорної горихвістки. Значно на схід, до кордону з Російською Федерацією, поліськими районами просунулася межа розповсюдження щедрика.
Водночас перестали гніздитися шуліка рудий, стерв'ятник, орел степовий.

## Пролітні та залітні птахи
Близько 40 видів птахів, переважно кулики, є пролітними, оскільки лише перетинають країну під час сезонних міграцій, зупиняючись для перепочинку і живлення. Понад 100 видів належать до залітних і потрапляють в Україну випадково: до них відносять, наприклад, дрозда Свенсона, що поширений на гніздуванні в Північній Америці.

## Орнітофауна за біотопом

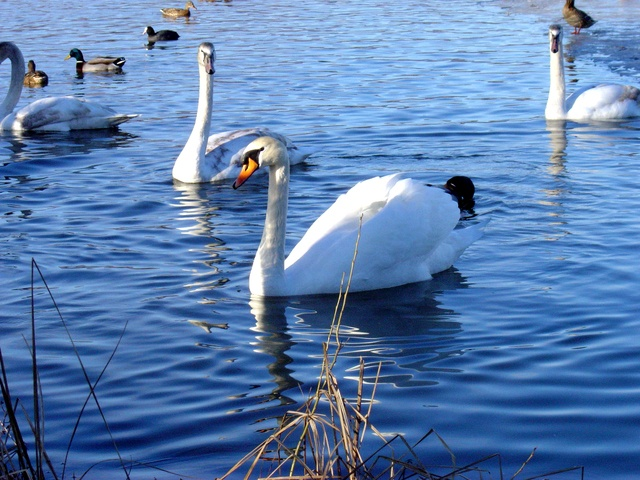
Водоплавні птахи

За біотопною приналежністю види птахів розподілені на кілька груп. Понад 160 видів складають групу дендрофільних, або деревно-чагарникових, птахів, поміж яких значна частина денних хижих птахів, сови, голуби, дятли, мухоловки, кропив'янки, дрозди, синиці та інші дрібні горобині птахи. Ця група найширше представлена на Поліссі та в Лісостепу. Другу велику групу з понад 180 видів складають прибережні та водоплавні птахи, а саме гагари, пірникози, чаплі, качки, гуси, лебеді, кулики, мартини, крячки та інші. Найбільше видів цієї групи представлено в Азово-Чорноморському регіоні, який відзначається великою різноманітністю водно-болотних угідь. У лучно-польових біотопах поширена група приблизно з 50 видів птахів, що віддають перевагу відкритим суходільним ландшафтам. На луках трапляються деркач, чайка, куріпка сіра, плиска жовта, трав'янка лучна, щеврик лучний, на орних землях — перепілка звичайна, жайворонки польовий і степовий, на посушливих ділянках півдня — ксерофільні види, такі як жайворонки малий і сірий. У гірських місцевостях оселяються сип білоголовий, гриф чорний, плиска гірська, щеврик гірський, скеляр строкатий, дрізд гірський, вівсянка гірська та інші. Окрему групу складають синантропні види, існування яких пов'язане головним чином з населеними пунктами: лелека білий, голуб сизий (напівсвійська форма), горлиця садова, серпокрилець чорний, дятел сирійський, ластівки сільська і міська, горихвістка чорна, горобець хатній та інші.

## Зміна видового складу орнітофауни
З початку XX сторіччя до нашого часу видовий склад орнітофауни України досить суттєво змінився. Причинами цього є діяльність людини та зміни території України за період спостережень. Крім того, реєструються нові рідкозалітні види. Так, в останні десятиріччя відмічені зальоти середземноморського і кочівного буревісників, кукші і рудохвостого соловейка, чорногрудого і скельного горобців та багатьох інших птахів. Водночас серед української орнітофауни близько 40 видів можна віднести до таких, які вже впродовж 50 і більше років не траплялися у нас, чи до таких, відомості стосовно яких потребують документального підтвердження, тобто опудала в музейних фондах або чіткої фотографії. Наприклад, дрізд Свенсона, який заселяє Північну Америку і який був здобутий під Харковом більш ніж 100 років тому, у 1893 р, а потім жодного разу не реєструвався. Дуже проблематичною є можливість повторного зальоту в Україну білого журавля, оскільки найближча до нас його обська популяція вкрай мала. Але інші види, такі як турпан, синьга, кречет, біла і яструбина сови, зелена бджолоїдка та інші продовжують час від часу з'являтися у нас. Деякі з них, наприклад, єгипетська чапля, фламінго рожевий та білохвоста чайка, навіть роблять спроби гніздування.

### Зміни внаслідок діяльності людини

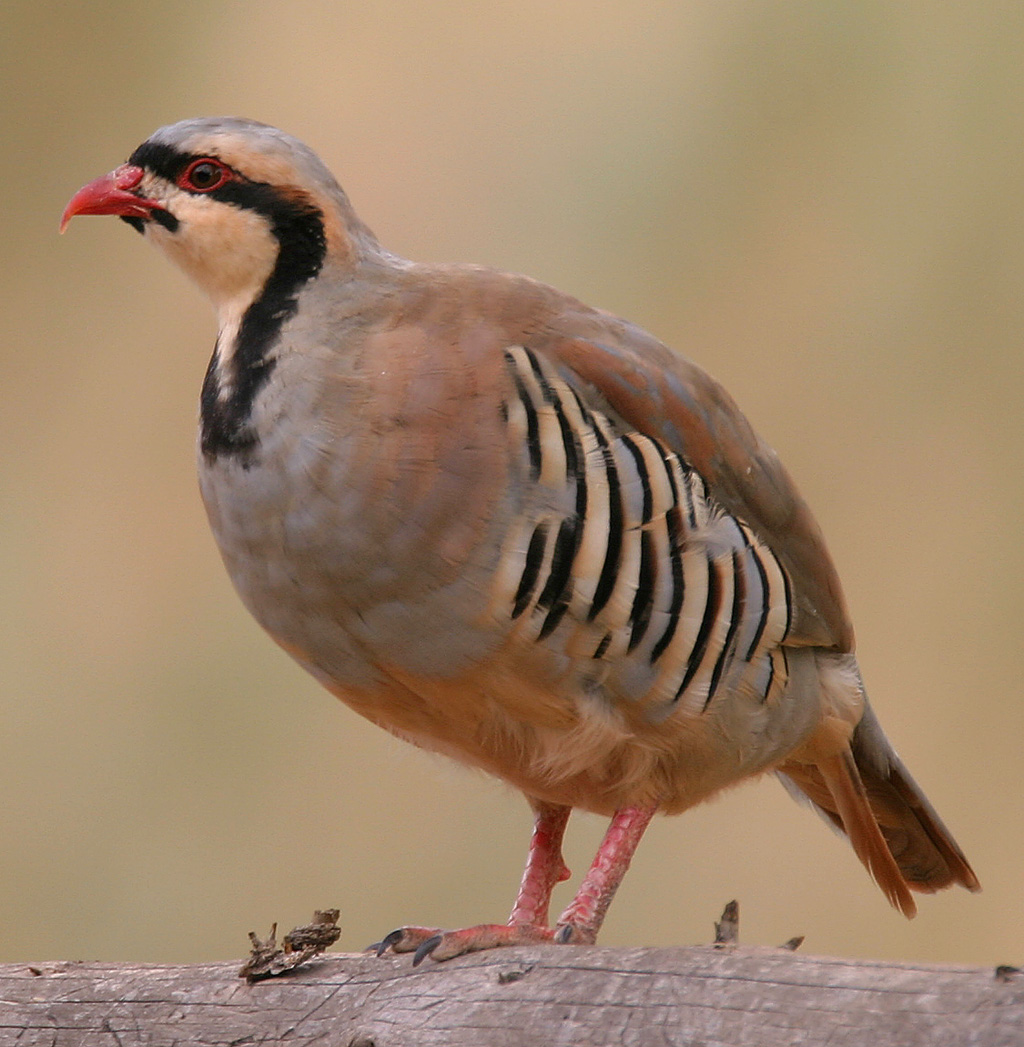
Кеклик — інтродукований вид

Завдяки розширенню адміністративних кордонів в Україні з'явилися нові види. Після приєднання Західної України ці види, які гніздилися лише у Карпатах та на Прикарпатті, увійшли до переліку видів орнітофауни — дятел трипалий, щедрик, альпійська тинівка. З цієї ж причини змінився статус снігура, довгохвостої сови та червоночубої золотомушки, вони стали гніздовими, тоді як раніше перший вид був тільки зимуючим, а два інші — залітними. Після приєднання Криму гніздовим птахом став і чорний гриф, який раніше лише залітав у південні області нашої країни.
Даурська куріпка, фазан звичайний та кеклик були завезені на Україну для збагачення мисливської фауни. Даурська куріпка була випущена в Київській області та в Криму, але не змогла прижитися, і через якийсь час її перестали відмічати в природі. А кеклик, навпаки, цілком натуралізувався в Кримських горах, призвичаївшись до нового місця існування. Фазан також створив популяцію, головним чином на півдні країни.
Переслідування хижих птахів, яке відбувалося на початку XX ст. і особливо посилилося в його середині, викликало різке зменшення їх чисельності. Згодом безпосереднє знищення послабилося, але на хижих птахах дуже позначилася хімізація сільського господарства. Боротьба зі шкідниками сільськогосподарських культур вимагала застосування отрутохімікатів, які через отруєну здобич потрапляли в організм хижих птахів, накопичувалися там і призводили до зменшення їх успіху гніздування. Крім того, заміна природних ландшафтів на штучні, оброблювані землі і фактор непокою також негативно впливали на існування хижих птахів. Тому з гніздового на залітний змінився статус степового орла і стерв'ятника. Невеликою зараз є ймовірність гніздування скопи і степового луня, але під час міграцій вони зустрічаються у нас регулярно. Значно скоротилися райони, де на гніздуванні ще можна зустріти беркута і сапсана: в першій третині XX ст. вони заселяли Полісся і Лісостеп, тепер залишилися в Карпатах, а сапсан також в Криму. Дуже звузилися області гніздування сипухи і пугача, хоча пугач в деяких місцях в останній час почав збільшувати свою чисельність.
Деякі наслідки перетворення природи людиною для певних видів птахів бувають досить позитивними. Створення захисних лісосмуг і штучне заліснення територій на півдні країни спричинило переміщення в південному напрямку межі поширення таких птахів, як вівчарик-ковалик, весняний і жовтобровий вівчарики, строката і білошия мухоловки та інші.

## Значення орнітофауни для людини

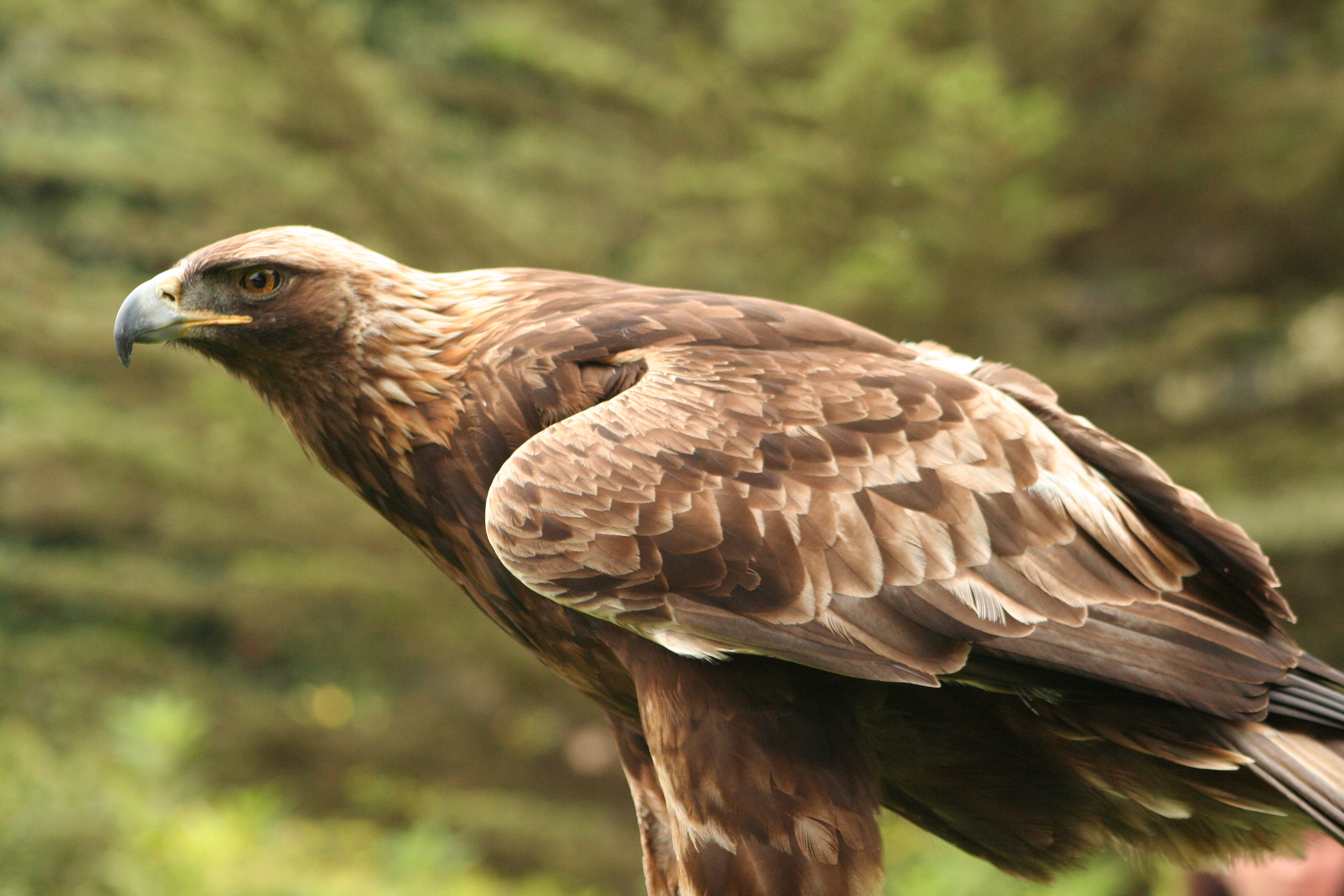
Беркут — вид занесений до Червоної книги

Птахи є невід'ємною частиною усіх біотопів, вони займають важливе місце у ланцюгах живлення. Так комахоїдні та хижі птахи знищують велику кількість шкідників сільського господарства. Велика кількість досліджень характеризує птахів як індикаторів стану природного середовища, яке вони заселяють. В змінах видового складу та чисельності птахів дуже наочно відображаються як позитивні, так і негативні зрушення, що відбуваються в місцях їх гніздування, зимівлі, на шляхах міграцій.
Досить велика кількість видів птахів на сьогодні занесена до Червоної книги України. До останнього видання (1994 р.) було занесено 67 видів. З них 20 денних хижих птахів і 6 видів сов, що разом становить чи не половину всіх видів птахів Червоної книги України. Крім того, в неї включено 12 видів сивкоподібних, по 8 видів гусеподібних і горобцеподібних, по 4 види пеліканоподібних, лелекоподібних і журавлеподібних, а також 1 вид куроподібних птахів. Передбачено включення ще 20 видів до нового видання Червоної книги.
Крім того, велика кількість птахів належить до мисливських видів, на яких дозволено полювання у встановлені строки: гуси, качки, погоничі, лиска, курочка водяна, кулики, куріпка сіра, припутень, горлиця звичайна, фазан та інші.